# Even Wetten
Even Gabrielsen Wetten (* 12. srpna 1982 Hamar) je bývalý norský rychlobruslař.
Od roku 2000 se účastnil juniorských světových šampionátů. Ve Světovém poháru se poprvé představil na podzim 2002. Roku 2005 premiérově startoval na Mistrovství světa na jednotlivých tratích, kde rovněž dosáhl svých největších úspěchů. Zvítězil zde v závodě na 1000 m a získal i bronz na trati 1500 m. Na Zimních olympijských hrách 2006 se na kilometrové distanci umístil na 23. místě, v závodě na 1500 m byl desátý. Po sezóně 2006/2007 ukončil sportovní kariéru.